# Rootes Point
Rootes Point är en udde i Antarktis. Den ligger i Sydorkneyöarna. Argentina och Storbritannien gör anspråk på området.
Terrängen inåt land är huvudsakligen kuperad, men norrut är den bergig. Havet är nära Rootes Point österut. Trakten är obefolkad. Det finns inga samhällen i närheten. 